# 荏田西
荏田西（えだにし）は、神奈川県横浜市青葉区の地名。現行行政地名は荏田西一丁目から荏田西五丁目。住居表示未実施区域。

## 地理
青葉区東部に位置する。地域内は全域が東急によって開発された住宅街となっており、旧・荏田町の南西にあたる。また、当地域に存在した長者原遺跡から、古くは当地が都筑郡の中心地であったと推定されている。
地域の北部を東急田園都市線、国道246号、東名高速道路が通る。また、荏田西一丁目に青葉郵便局、横浜地方法務局青葉出張所、富士塚公園、荏田西四丁目に市立荏田西小学校がある。
東は荏田町・都筑区荏田南・見花山、西・南は市ケ尾町、北は荏田北と接している。

### 地価
住宅地の地価は、2024年（令和6年）1月1日の公示地価によれば、荏田西二丁目11番12外の地点で32万2000円/m2、荏田西五丁目2番31の地点で29万4000円/m2となっている。

## 歴史

### 地名の由来
荏田町のうち西側に位置することから「荏田西」とした。また、荏田に関しては「エダ」という言葉が「湿田」を意味しており、それが由来と言われる。

### 沿革
- 1983年（昭和58年）9月11日 - 土地区画整理事業（富士塚）[7]に伴い、緑区荏田町、市ケ尾町の一部より、荏田西一丁目～荏田西三丁目を新設[8]。
- 1983年（昭和58年）9月25日 - 土地区画整理事業（泉田向）[7]に伴い、荏田町、市ケ尾町の一部より、荏田西四丁目～荏田西五丁目を新設、一部を荏田西三丁目に編入[8]。
- 1994年（平成6年）11月6日 - 港北区と緑区を再編し、青葉区と都筑区を新設。横浜市青葉区荏田西一丁目～荏田西五丁目となる[9]。

### 町名の変遷
| 実施後       | 実施年月日              | 実施前（各町名ともその一部） |
| ------------ | ----------------------- | ---------------------------- |
| 荏田西一丁目 | 1983年(昭和58年)9月11日 | 市ケ尾町、荏田町の各一部     |
| 荏田西二丁目 | 1983年(昭和58年)9月11日 | 荏田町の一部                 |
| 荏田西三丁目 | 1983年(昭和58年)9月11日 | 荏田町の一部                 |
| 荏田西四丁目 | 1983年(昭和58年)9月25日 | 市ケ尾町、荏田町の各一部     |
| 荏田西五丁目 | 1983年(昭和58年)9月25日 | 市ケ尾町、荏田町の各一部     |

## 世帯数と人口
2025年（令和7年）6月30日現在（横浜市発表）の世帯数と人口は以下の通りである。
| 丁目         | 世帯数    | 人口     |
| ------------ | --------- | -------- |
| 荏田西一丁目 | 1,229世帯 | 2,500人  |
| 荏田西二丁目 | 1,507世帯 | 3,698人  |
| 荏田西三丁目 | 1,135世帯 | 2,871人  |
| 荏田西四丁目 | 719世帯   | 1,764人  |
| 荏田西五丁目 | 588世帯   | 1,428人  |
| 計           | 5,178世帯 | 12,261人 |

### 人口の変遷
国勢調査による人口の推移。
| 年                 | 人口   |
| ------------------ | ------ |
| 1995年（平成7年）  | 5,570  |
| 2000年（平成12年） | 8,620  |
| 2005年（平成17年） | 10,497 |
| 2010年（平成22年） | 11,266 |
| 2015年（平成27年） | 12,349 |
| 2020年（令和2年）  | 12,310 |

### 世帯数の変遷
国勢調査による世帯数の推移。
| 年                 | 世帯数 |
| ------------------ | ------ |
| 1995年（平成7年）  | 2,247  |
| 2000年（平成12年） | 3,092  |
| 2005年（平成17年） | 3,672  |
| 2010年（平成22年） | 4,093  |
| 2015年（平成27年） | 4,379  |
| 2020年（令和2年）  | 4,815  |

## 学区
市立小・中学校に通う場合、学区は以下の通りとなる（2024年11月時点）。
| 丁目         | 番地 | 小学校               | 中学校               |
| ------------ | ---- | -------------------- | -------------------- |
| 荏田西一丁目 | 全域 | 横浜市立荏田西小学校 | 横浜市立市ヶ尾中学校 |
| 荏田西二丁目 | 全域 | 横浜市立荏田西小学校 | 横浜市立市ヶ尾中学校 |
| 荏田西三丁目 | 全域 | 横浜市立荏田西小学校 | 横浜市立市ヶ尾中学校 |
| 荏田西四丁目 | 全域 | 横浜市立荏田西小学校 | 横浜市立市ヶ尾中学校 |
| 荏田西五丁目 | 全域 | 横浜市立荏田西小学校 | 横浜市立市ヶ尾中学校 |

## 事業所
2021年（令和3年）現在の経済センサス調査による事業所数と従業員数は以下の通りである。
| 丁目         | 事業所数  | 従業員数 |
| ------------ | --------- | -------- |
| 荏田西一丁目 | 50事業所  | 2,349人  |
| 荏田西二丁目 | 59事業所  | 1,079人  |
| 荏田西三丁目 | 29事業所  | 109人    |
| 荏田西四丁目 | 14事業所  | 181人    |
| 荏田西五丁目 | 28事業所  | 272人    |
| 計           | 180事業所 | 3,990人  |

### 事業者数の変遷
経済センサスによる事業所数の推移。
| 年                 | 事業者数 |
| ------------------ | -------- |
| 2016年（平成28年） | 152      |
| 2021年（令和3年）  | 180      |

### 従業員数の変遷
経済センサスによる従業員数の推移。
| 年                 | 従業員数 |
| ------------------ | -------- |
| 2016年（平成28年） | 3,738    |
| 2021年（令和3年）  | 3,990    |

## 施設
- 横浜市立荏田西保育園
- 横浜市立荏田西小学校
- 青葉郵便局
- 横浜地方法務局青葉出張所
- 富士塚公園
- 猿田公園
- 泉田向公園
- ハーモス荏田店
- 島忠 ホームズ荏田店
- 桐蔭生涯学習センター
- スタンレー電気技術研究所・横浜技術センター・オプトテクニカルセンター・AP事業部第一営業部
- 株式会社ライフ（LIFE CO.,LTD.）本社
- 株式会社タウンニュース社本社
- 株式会社クリエイト エス・ディー本社

## その他

### 日本郵便
- 郵便番号 : 225-0014[3]（集配局：青葉郵便局[19]）

### 警察
町内の警察の管轄区域は以下の通りである。
| 丁目         | 番・番地等 | 警察署     | 交番・駐在所   |
| ------------ | ---------- | ---------- | -------------- |
| 荏田西一丁目 | 全域       | 青葉警察署 | 荏田町交番     |
| 荏田西二丁目 | 全域       | 青葉警察署 | 荏田町交番     |
| 荏田西三丁目 | 全域       | 青葉警察署 | 荏田町交番     |
| 荏田西四丁目 | 全域       | 青葉警察署 | 市が尾駅前交番 |
| 荏田西五丁目 | 全域       | 青葉警察署 | 市が尾駅前交番 |